# Tivadar Batthyány

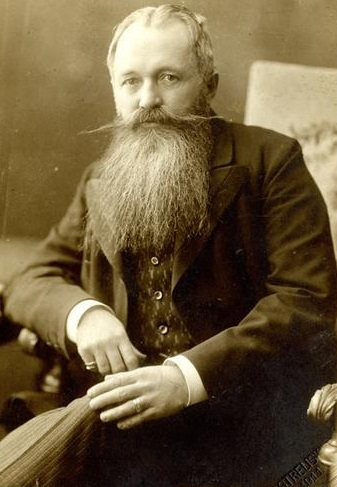
Tivadar Batthyány

Graaf Tivadar Batthyány de Németújvár (Zalaszentgrót, 23 februari 1859 – Boedapest, 2 februari 1931) was een Hongaars politicus en Minister naast de Koning in 1917 en 1918.
Hij studeerde af aan de Koninklijke Hongaarse Marine-academie in Fiume. In 1892 werd hij voor de regerende Liberale Partij lid van het Huis van Afgevaardigden, en vanaf 1904 voor de Onafhankelijkheidspartij, een oppositiepartij. Tijdens de Hongaarse crisis in 1905-1906 was hij lid van het uitvoerend comité van de coalitie, die de oppositie had gevormd tegen de niet-parlementaire regering van Géza Fejérváry. In 1909 werd hij vice-voorzitter van het Huis van Afgevaardigden en in 1910 plaatsvervangend voorzitter van de Onafhankelijkheidspartij.
Midden 1917 was Batthyány minister naast de Koning, de Hongaarse buitenlandminister die moest zorgen voor een continue verbinding tussen het hof van de keizer-koning in Wenen en de Hongaarse ministers in Boedapest. In 1918 was hij minister van Werk en Sociale Zorg en na de Asterrevolutie in oktober 1918 was hij minister van Binnenlandse Zaken in de republikeinse regering van Mihály Károlyi. Hij vluchtte voor het communistische regime naar Wenen, maar speelde na zijn terugkeer in 1921 geen belangrijke politieke rol meer.